# Gewone pijlstaartrog
De gewone pijlstaartrog (Dasyatis pastinaca) is een rog uit de familie van de pijlstaartroggen (Dasyatidae). Deze kraakbeenvis komt voor op zand-, slijk- en modderbodems in de zuidelijke Noordzee, noordoostelijke Atlantische Oceaan en in de Middellandse Zee.

## Kenmerken
Een pijlstaartrog wordt ongeveer 1,40 meter lang. Het heeft geen rugvin, maar wel een gekartelde stekel op de staart die giftig is. De roggen leven van bodemvissen, schaaldieren en weekdieren zoals mosselen en kreeften. De diepteverspreiding ligt tussen 5 en 200 meter.

## Relatie tot de mens
Pijlstaartroggen zijn in veel openbare aquaria te bezichtigen. Vanwege de giftige stekel worden pijlstaartroggen in tegenstelling tot stekelroggen daarentegen niet vaak in een open bak gehouden.
Pijlstaartroggen werden vroeger wel gevangen om hun lever, vooral door Zeeuwse vissers. Uit deze lever werd dan pijlstaartolie bereid, een huismiddeltje dat tegen veel kwalen, onder andere reuma, werd aangewend.

## Voorkomen aan de Nederlandse kust
De gewone pijlstaartrog komt voor in de Noordzee en werd in 1987 nog beschouwd als "minder algemeen, soms in onze zeegaten." Deze rog heeft net als de andere eierleggende roggen veel te lijden van de visserij met sleepnetten. Hoewel er niet gericht op gevist wordt, wordt hij vaak als bijvangst gevangen. Een daling in de omvang van de vissersvloot sinds 1990 heeft geen positieve invloed gehad op het bestand aan roggen.
De soort stond daarom in 2004 als ernstig bedreigd op de Nederlandse Rode Lijst maar bij gebrek aan gegevens (niet geëvalueerd) over het hele areaal, niet op de internationale Rode Lijst van de IUCN. Sinds 2016 staat de pijlstaartrog niet meer op de Nederlandse Rode Lijst.